# Sông Colorado
Sông Colorado (tiếng Tây Ban Nha: Río Colorado) là một con sông ở Tây Nam Hoa Kỳ và Tây Bắc México, là sông lớn nhất và quan trọng nhất ở tây nam Bắc châu Mỹ. Sông dài khoảng 2.330 kilômét (1.450 mi), chảy qua một phần của vùng khô hạn trên sườn phía tây của dãy núi Rocky. Trên sông này có kỳ quan thiên nhiên hẻm núi Grand Canyon. Sông cũng nổi tiếng với đập Hoover, đã từng có tên gọi là đập Boulder, là một đập vòm bê tông trọng lực trong Black Canyon của sông Colorado.
Lưu vực đầu nguồn của sông Colorado bao gồm 637.000  km² (246,000 sq mi) ở các bộ phận của bảy tiểu bang Hoa Kỳ và hai bang Mexico. Dòng chảy tự nhiên của con sông từ Continental Divide tại đèo La Poudretrong vườn quốc gia Rocky Mountain, tiểu bang Colorado, vào vịnh California giữa bán đảo Baja California và Trung Mexico.
Nông nghiệp, nước uống và việc cung cấp điện ở tây nam Hoa Kỳ và một phần của California phụ thuộc rất nhiều vào chế độ nước của sông Colorado. Được nắn dòng lớn để lấy nước cho thủy lợi, và một mức độ thấp hơn rất nhiều để cung cấp các thành phố kết hợp với những mất mát bay hơi đáng kể từ hồ chứa của nó đã làm giảm nước của hạ lưu sông của sông Yuma, AZ, trên đồng bằng châu thổ sông Colorado, kết quả là nó không còn nhất quán đến Vịnh California. Nhiều hơn 20 đập thủy điện lớn đã được xây dựng trên sông Colorado và các nhánh của nó.